# Zapotillo (canton)
Zapotillo est un canton d'Équateur situé dans la province de Loja.